# 903 Nealley
903 Nealley è un asteroide della fascia principale del diametro medio di circa 63,43 km. Scoperto nel 1918, presenta un'orbita caratterizzata da un semiasse maggiore pari a 3,2413676 UA e da un'eccentricità di 0,0382367, inclinata di 11,74878° rispetto all'eclittica.
Il suo nome è in onore di un astronomo amatoriale che contribuì alla realizzazione dell'atlante stellare fotografico di Max Wolf e Johann Palisa.